# وحدة تحكم المجال
وحدة تحكم المجال ( DC ) هو خادم يستجيب لطلبات مصادقة الأمان داخل مجال شبكة الحاسوب، وهو المسؤول عن السماح بوصول المضيف إلى موارد المجال، ومصادقة المستخدمين، وتخزين معلومات حساب المستخدم، ويفرض سياسة أمان المجال. يُنفذ في بيئة مايكروسوفت ويندوز، حيث يُعد عنصر مركزي في خدمة نافذة الدليل النشط. ومع ذلك، يمكن ربطها بوحدات تحكم المجال غير التابعة لـ Windows باستخدام برامج إدارة الهوية مثل سامبا أو FreeIPA من Red Hat .

## البرمجيات
يتكون البرنامج ونظام التشغيل المستخدمان لتشغيل وحدة تحكم المجال من عدة مكونات أساسية مشتركة بواسطة منصات مختلفة، والتي تشمل نظام تشغيل (عادةً Windows Server أو Linux )، وخدمة LDAP ( خادم دليل Red Hat، وما إلى ذلك)، ووقت الشبكة خدمات المزامنة ( ntpd ،chrony، إلخ)، وخادم للمصادقة على شبكة الكمبيوتر (عادةً Kerberos ).  مكونات أخرى مثل PKI (خدمات شهادات الدليل النشط، DogTag ،OpenSSL ) وخادم DNS يمكن تشغيل (Windows DNS أو BIND ) على نفس الخادم أو على خادم آخر مرتبط بالمجال.

## تطبيق
تنفذ وحدات التحكم بالمجال كمجموعة لضمان التوافر العالي وزيادة الموثوقية. في بيئة Windows، تعمل وحدة تحكم مجال واحدة كمتحكم أساسي بالمجال ( وحدة تحكم المجال الأساسية الإنجليزية، PDC ) جميع الخوادم الأخرى التي يعينها PDC أيضًا كوحدات تحكم بالمجال، كوحدات تحكم مجال النسخ الاحتياطي ( English Backup Domain Controller ، BDC ). في البيئات المستندة إلى نظام Unix، تعمل أحد الأجهزة كوحدة تحكم رئيسية بالمجال بينما تعمل الأجهزة الأخرى كوحدات تحكم مجال للنسخ المتماثل تقوم بشكل دوري بنسخ معلومات قاعدة البيانات من وحدة التحكم بالمجال الرئيسية وتخزينها في هياكل للقراءة فقط.